# Mount Warning National Park
Mount Warning National Park är en park i Australien. Den ligger i delstaten New South Wales, i den sydöstra delen av landet, omkring 640 kilometer norr om delstatshuvudstaden Sydney. Arean är 41 kvadratkilometer.
Närmaste större samhälle är Murwillumbah, omkring 15 kilometer nordost om Mount Warning National Park. 
I omgivningarna runt Mount Warning National Park växer i huvudsak städsegrön lövskog. Runt Mount Warning National Park är det ganska glesbefolkat, med 24 invånare per kvadratkilometer. Genomsnittlig årsnederbörd är 1 801 millimeter. Den regnigaste månaden är januari, med i genomsnitt 320 mm nederbörd, och den torraste är oktober, med 41 mm nederbörd.